# Fortaleza de San Paio de Narla

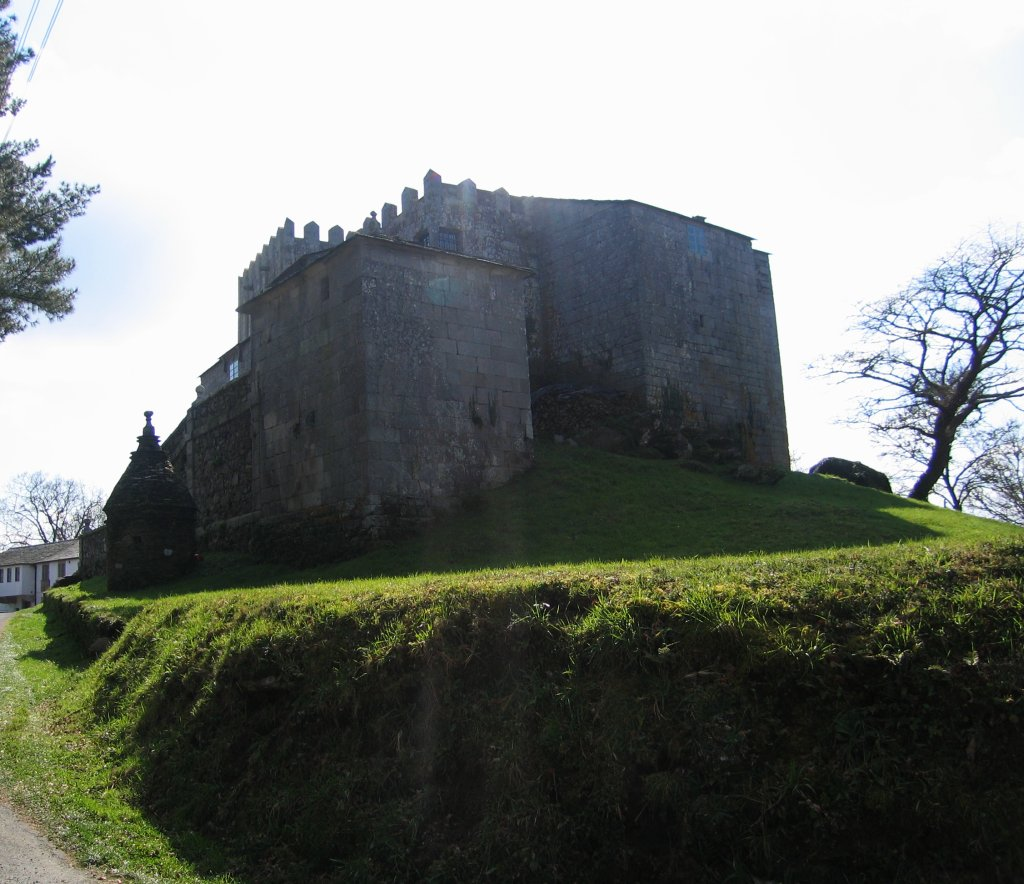
Castelo de San Paio de Narla, Espanha.

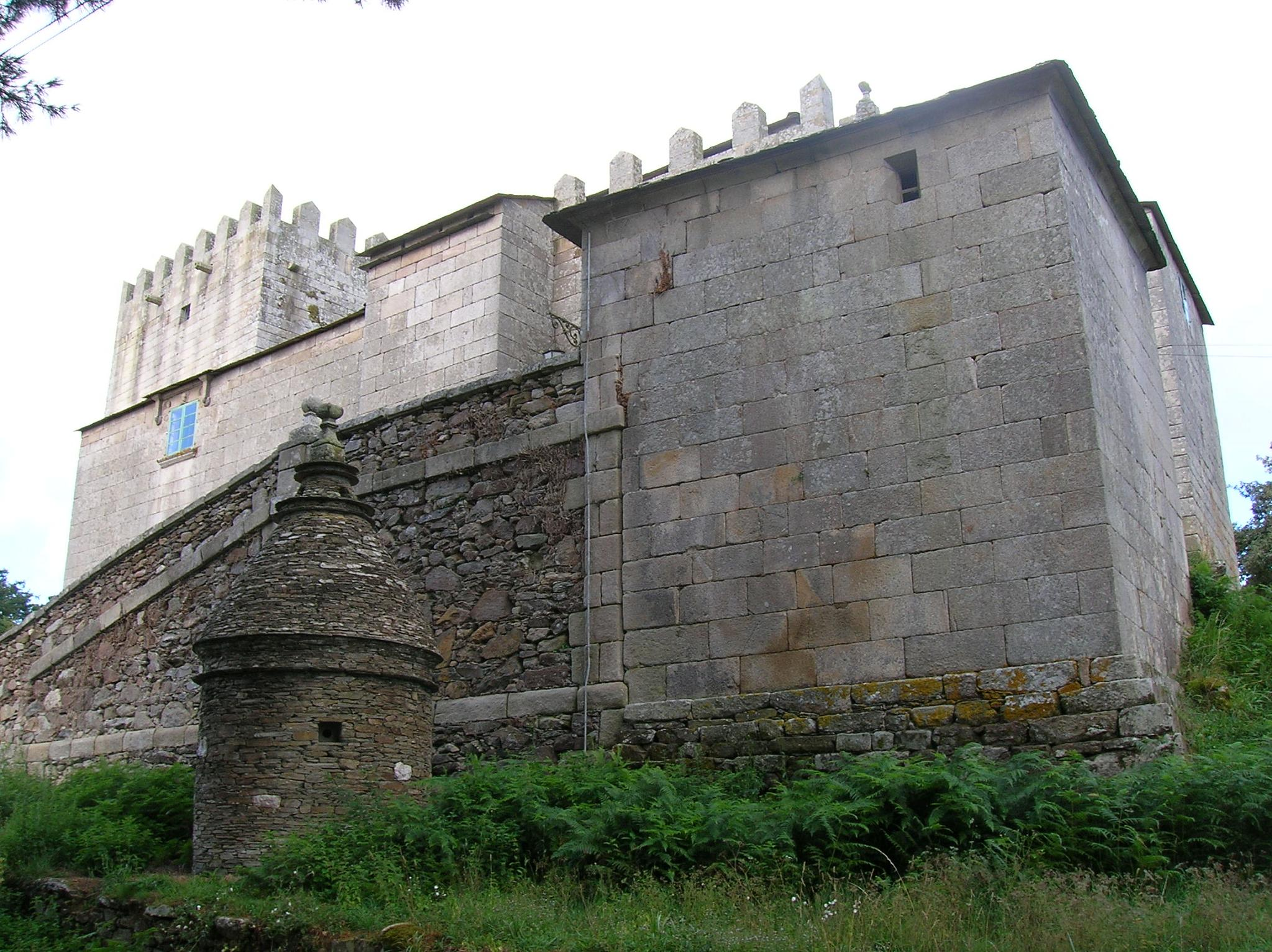
Castelo de San Paio de Narla, Espanha.

O Castelo de San Paio de Narla, conhecido localmente como Fortaleza de San Paio de Narla ou Torre de Xiá, localiza-se no lugar de Castronela, na paróquia de Xiá, concelho de Friol, na província de Lugo, comunidade autónoma da Galiza, na Espanha.

## História
A primitiva ocupação humana de seu sítio remonta a um castro da Idade do Ferro, de acordo com a toponímia "Castronela".
O actual castelo foi erguido no século XII ou XIII, constituíndo-se no solar e casa-forte da família dos Vasco de Seixas.
A primeira referência documental à fortificação data de 1350, quando é referida como "rocha de Narrela".
No século seguinte, durante as revoltas Irmandinhas, também foi atacado, havendo registros documentais de que Vasco de Seixas promoveu-lhe trabalhos de reconstrução.
No século XVIII passou às mãos dos Campomanes, que o reformaram e nele habitaram pelos dois séculos seguintes até que, ao final do século XIX, venderam-no à família Novo. Esta, a seu turno, vendeu-a por 5 000 pesetas a um novo proprietário que planejava demolí-lo para reutilizar a sua pedra. Por louvável iniciativa do diretor do Museo Provincial de Lugo, Manuel Vázquez Seijas, a Deputação de Lugo adquiriu-a, em Setembro de 1939, pelo dobro daquele preço.
O castelo permaneceu por várias décadas sem qualquer uso até que, em 1983, o arqueólogo Felipe Arias Vilas converteu as suas instalações na seção de Etnografia do Museo Provincial de Lugo (Museu etnográfico e histórico de San Paio de Narla).

## Características
O conjunto é composto por três corpos e por uma capela exterior, de planta quadrada, com cobertura de duas águas. Em seu interior destacam-se um retábulo do século XIX, com uma talha popular de São Paio.
A fachada do castelo mede 37 metros e, no seu corpo central, une a torre de menagem com um torreão.
No interior destaca-se a praça de armas e, no exterior, a torre de menagem. Esta apresenta planta retangular, com as dimensões de 9 por 11 metros, reforçada por pequenos contrafortes. Internamente divide-se em três pavimentos e uma cave, usada como prisão. No segundo pavimento destaca-se um vão com parlatório, e no terceiro, uma esplêndida chaminé renascentista do século XVI apoiada por colunas decoradas com formas geométricas na base e, no centro do entabulamento, por dois leões frente a frente, com as mandíbulas abertas mostrando grandes línguas, separados por uma flor de lis de quatro folhas. No costado, uma mão burla-se de um dragão que sai de uma roseta.
O corpo central do castelo consta de duas distribuições paralelas e de uma terceira, perpendicular. Numa das primeiras dispõe-se um pátio interior de planta retangular e com arcos geminados de meio ponto nas laterais. Tem-se acesso ao pavimento superior por uma escada de granito, ou bem atravessando uma cozinha com lareira. A sala, o corredor e as habitações também se encontram decoradas ao estilo dos séculos XVII e XVIII.
As antigas cavalariças conservam os comedouros e, a adega, diversos apetrechos de artesanato têxtil.
Os elementos construtivos pertencem às diferentes épocas construtivas, do século XVI até ao XIX, embora tenham sido sucessivamente reaproveitados os materiais medievais.

## A lenda de Dona Catarina de Santo Tirso
Uma lenda local lembra uma das sehoras do castelo, Dona Catarina de Santo Tirso, esposa do nobre Vasco das Seixas (1520-1543), conhecido como "Senhor das Torres", um homem despótico e colérico. Esta senhora era tão honesta e virtuosa quanto bela, e o seu marido tão apaixonado quanto ciumento. Era muito querida por todos os servos, uma vez que auxiliava os pobres e fazia por evitar que a ira do marido recaísse sobre eles. Certo dia, desconfiodo da bondade e fidelidade da esposa, ele tentou assassiná-la com veneno, sem sucesso. Assim, num Dia de Todos-os-Santos, assassinou-a com nove punhaladas no peito, num arroubo de loucura.
Enquanto fugia para Portugal, para refugiar-se nas terras do duque de Bragança, abandonou o cadáver nas silvas, descoberto depois de quatro dias pelos servos, que o sepultaram na capela do castelo. O pai da falecida, Sancho López de San Tirso pleiteou à Real Audiencia da Corunha a investigação do ocorrido. Procedeu-se assim à abertura da tumba, após vinte um dias, seguindo a crença de que o corpo de uma mulher que falece acusada injustamente, permanece incorrupto por um mês. Perante o assombro e a admiração dos presentes à exumação, o cadáver apareceu incorrupto, com os braços cruzados sobre o peito, cobrindo as feridas. Ao retirá-los, o sangue recomeçou a brotar e um forte aroma de rosas invadiu as naves da igreja, escutando-se soar o órgão, sem que ninguém o estivesse a tocar.
O corpo recebeu nova e definitiva sepultura no vizinho Mosteiro de Sobrado dos Monxes. Emissários partiram para as terras do duque de Braganza e, dias depois, o assassino amanhecia assassinado. A capela na qual Dona Catarina foi inicialmente sepultada, pode ser vista ao pé do torreão do castelo.